# Malḩamlū-ye Soflá
Malḩamlū-ye Soflá (persiska: ملحملو سفلی) är en ort i Iran.   Den ligger i provinsen Västazarbaijan, i den nordvästra delen av landet, 700 km nordväst om huvudstaden Teheran. Malḩamlū-ye Soflá ligger 1 945 meter över havet och antalet invånare är 132.
Terrängen runt Malḩamlū-ye Soflá är huvudsakligen lite bergig. Malḩamlū-ye Soflá ligger nere i en dal. Runt Malḩamlū-ye Soflá är det ganska tätbefolkat, med 67 invånare per kvadratkilometer. Närmaste större samhälle är Kāpūt, 4,7 km söder om Malḩamlū-ye Soflá. Trakten runt Malḩamlū-ye Soflá består i huvudsak av gräsmarker.